# Винокуров, Александр Архипович
Алекса́ндр Архи́пович Виноку́ров (1921—1970) — майор Советской Армии, партизан Великой Отечественной войны, Герой Советского Союза (1944).

## Биография
Александр Винокуров родился 28 августа 1921 года в посёлке Сура (ныне — Никольский район Пензенской области) в семье крестьянина. Русский. Окончил неполную среднюю школу, после чего работал помощником машиниста паровоза. В 1940 году Винокуров был призван на службу в Рабоче-крестьянскую Красную Армию. С начала Великой Отечественной войны — на её фронтах. С 1942 года Винокуров находился в партизанском отряде 2-й Ленинградской партизанской бригады, командовал группой подрывников, затем партизанским отрядом.
Винокуров особо отличился во время освобождения железнодорожных станций Оредеж и Мшинская Ленинградской области. Его группа уничтожила железнодорожные пути, большое количество вагонов с боевой техникой и боеприпасами, а также освободила около 1500 советских граждан. Также Винокуров особо отличился в ходе боёв с немецкими войсками 18 ноября и 8 декабря 1943 года под Лугой.
Указом Президиума Верховного Совета СССР от 2 апреля 1944 года за «образцовое выполнение боевых заданий командования на фронте борьбы с немецкими захватчиками и проявленные при этом мужество и героизм» Александр Винокуров был удостоен высокого звания Героя Советского Союза с вручением ордена Ленина и медали «Золотая Звезда» за номером 3402.
После окончания войны Винокуров продолжил службу в Советской Армии. В 1970 году в звании майора он был уволен в запас. Умер 31 мая 1970 года, похоронен на Ваганьковском кладбище (43 уч.).
Был также награждён орденом Красной Звезды и рядом медалей.

## Память
- Бюст Винокурова установлен в Никольске

Бюст Винокурова на Центральной площади г. Никольска Пензенской области.
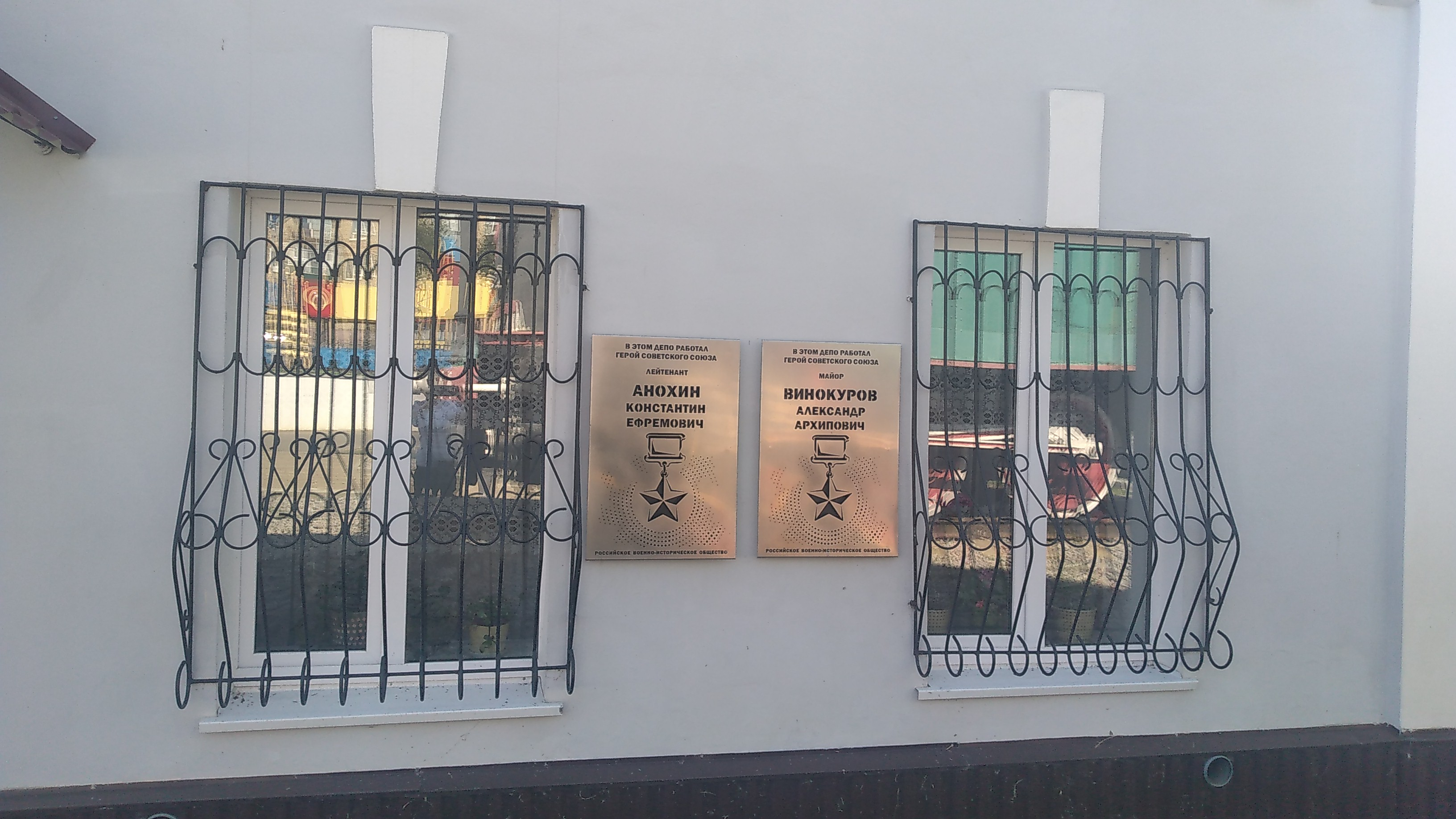
Мемориальная доска на стене музея "Локомотивное депо Рузаевка" в Республике Мордовия